# Alhambra förlag
Alhambra förlag AB är ett svenskt bokförlag som grundades 1986 av Hesham Bahari, och som framför allt ger ut arabisk litteratur översatt till svenska. Förlaget har bland annat gett ut Fernand Braudel, Jacques Berque, Pierre Teilhard de Chardin, Adonis, Khalil Gibran och Naguib Mahfouz, vars erhållande av 1988 års nobelpris i litteratur vann förlaget stor uppmärksamhet. Namnet kommer från det moriska palatset Alhambra, utanför Granada i Spanien, ett namn som valts för dess koppling till den period då många filosofer och antika författare översattes från arabiska till Latin som en del av kulturutbytet i det medeltida Spanien.
Alhambra förlag vill genom sin utgivning främja denna anda av samhörighet mellan olika mänskliga kulturer och belysa särskilt den arabiska litteraturens höjdpunkter under medeltiden och den roll denna litteratur har spelat för det nya Europas framväxt. En stor del av Alhambras utgivning har därför ägnats både klassisk och modern arabisk litteratur. Förlaget har även vidgat sin utgivning för att täcka nya områden, exempelvis det kinesiska med Tsai Chih Chungs tecknade, tidlösa klassiker och det latinamerikanska med stora författare som Machado de Assis och Alvaro Mutis.
Alltsedan starten har Alhambra hållit en regelbunden utgivningstakt med i genomsnitt en ny titel varje månad. Sedan 1992 har man breddat sin utgivning med Alhambras PocketEncyklopedi, eller Vad vet jag om-serien, en populärvetenskaplig bokserie med ursprung i den franska serien Collection Que sais-je?, som i första hand riktar sig till gymnasieskolor och högskolor men även till allmänheten. Alhambras PocketEncyklopedi har vuxit till fler än 80 titlar.
Mellan 2005 och 2018 blev Alhambra ett av de två första förlagen i världen att ha givit ut översättningen av Adonis arabiska diktverk Boken, en trilogi om islams första 350 år.

## Utgivning
Ett urval av skönlitterära författare som givits ut på Alhambra:
- Adonis
- Machado de Assis
- Hesham Bahari
- Albert Cossery
- Stig Dalager
- Ninar Esber
- Khalil Gibran
- Zeina Ghandour
- Shusha Guppy
- Frank Heller
- Sonallah Ibrahim
- Elias Khoury
- Ibrahim al-Koni
- Raouf Masaad
- Naguib Mahfouz
- Ibn al-Muqaffa
- Álvaro Mutis
- Nabil Naoum
- Rumi
- Hanan al-Shaykh
- Samuel Shimon
- Muhammed Shukri
- Ahdaf Soueif
- Torbjörn Säfve
- René Vázquez Díaz
- Jules Verne
- Najem Wali
- Washington Irving